# Puyol-Cazalet
Puyol-Cazalet település Franciaországban, Landes megyében. Lakosainak száma 104 fő (2022. január 1.). Puyol-Cazalet Arboucave, Clèdes, Lacajunte, Payros-Cazautets és Pimbo községekkel határos.

## Népesség
A település népességének változása:
| Lakosok száma | 113  | 106  | 105  | 105  | 114  | 110  | 108  | 105  | 104  | 104  |
|               | 1968 | 1982 | 1990 | 2006 | 2013 | 2015 | 2017 | 2019 | 2020 | 2022 |